# یوجین فن تاملن
یوجین ارل ون تاملن (به انگلیسی: Eugene van Tamelen) (۲۰ ژوئیه ۱۹۲۵ -۱۲ دسامبر ۲۰۰۹) یک شیمی‌دان آلی بود که به‌ویژه برای کمک‌هایش در زمینه شیمی بیواورگانیک شناخته شده‌است.